# St. Pankratius (Vellern)

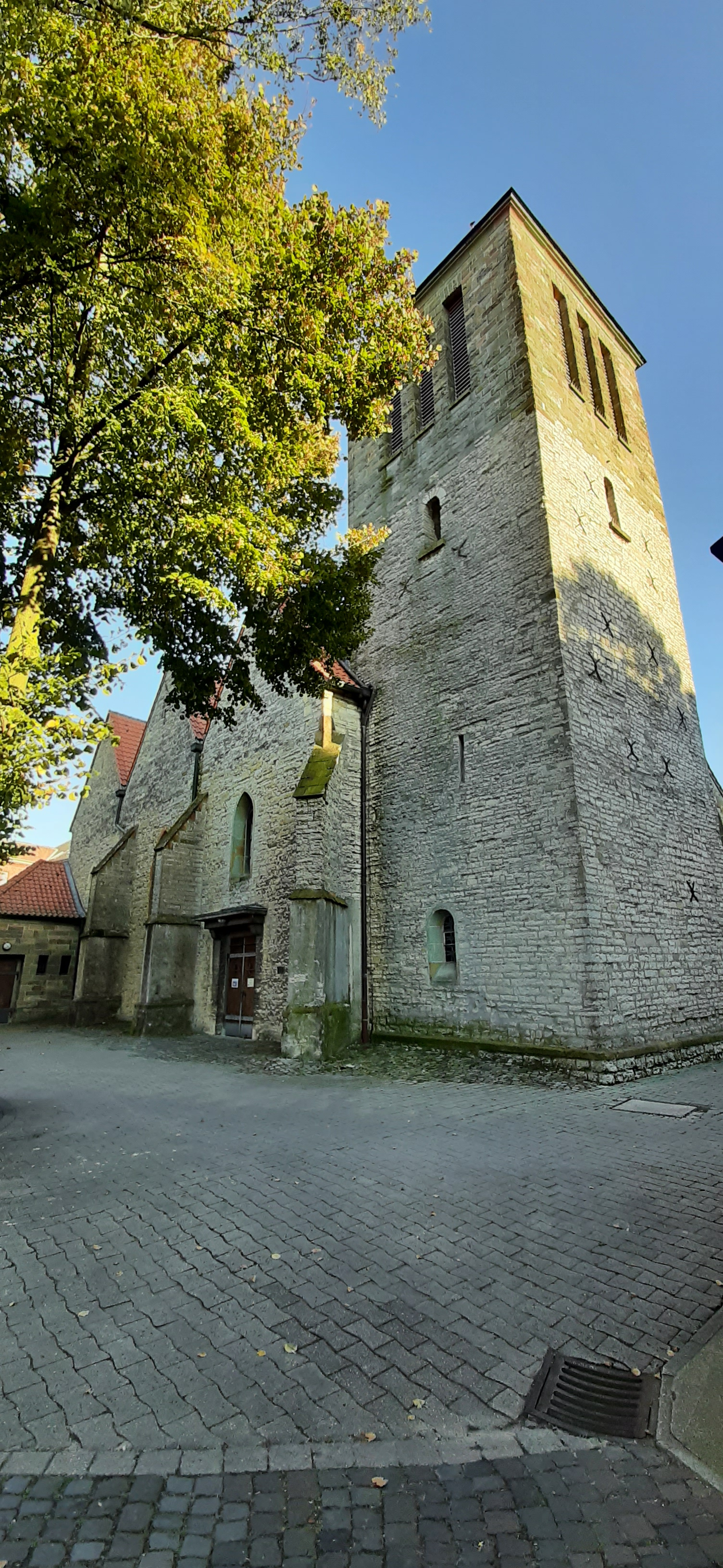
St. Pankratius (Vellern)

Die römisch-katholische, denkmalgeschützte Pfarrkirche St. Pankratius steht in Vellern, einem Stadtteil von Beckum im Kreis Warendorf in Nordrhein-Westfalen. Die Kirche gehört zum Dekanat Beckum des Bistums Münster.

## Beschreibung
Die romanische Kirche aus Bruchsteinen wurde 1193 als Eigenkirche des Stiftes Freckenhorst erwähnt. Das Langhaus mit zwei Jochen mit dem gerade geschlossenen Chor im Osten und dem von Strebepfeilern gestützten Seitenschiff im Norden wurde in der zweiten Hälfte des 15. Jahrhunderts um ein schmales, zweijochiges Seitenschiff im Süden zur dreischiffigen Hallenkirche erweitert.
Der Kirchturm im Westen vom Anfang des 13. Jahrhunderts wurde 1931 aufgestockt, um den Glockenstuhl für die drei Kirchenglocken unterzubringen.

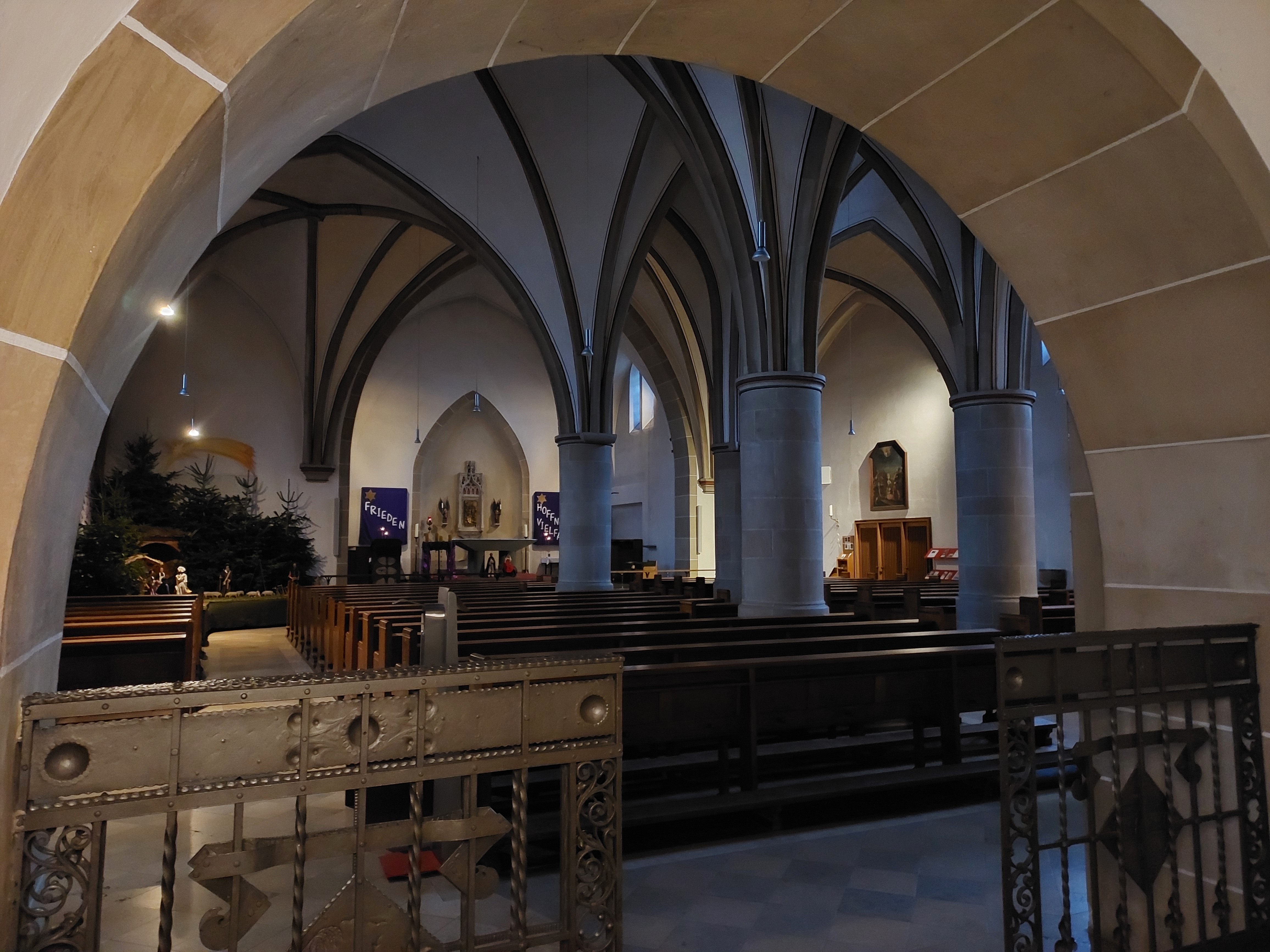
Innenraum der Kirche

Der Innenraum der alten Hallenkirche mit zwei Kirchenschiffen ist mit einem Kreuzrippengewölbe überspannt. An der Rückwand des Altarretabels des Hochaltars wurden Teile eines barocken Altarretabels entdeckt.

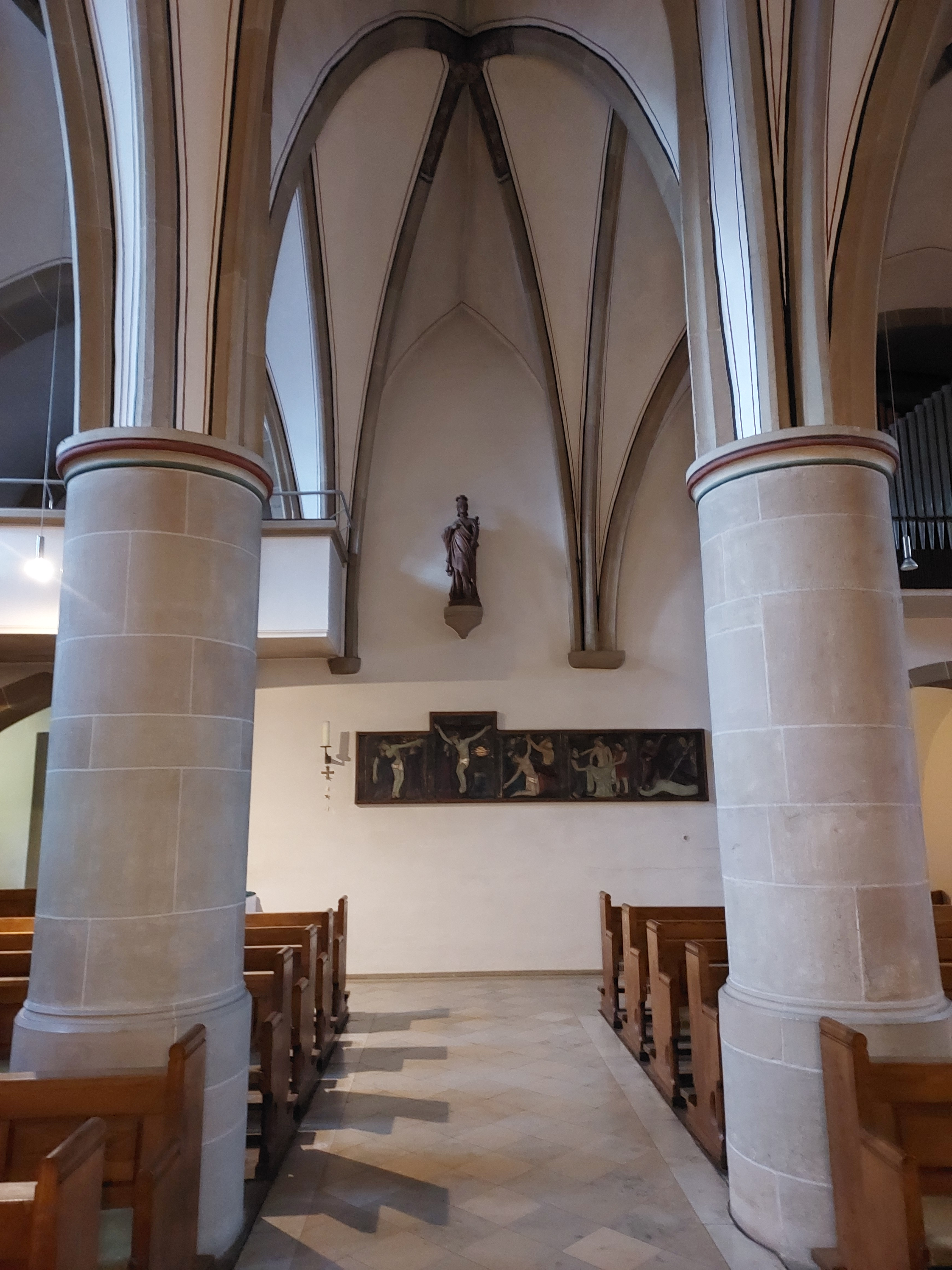
Figur des Hl. Pankratius von Bildhauer August Schmiemann

Im heutigen Nordschiff der Kirche befinden sich zwei Schlusssteine mit Heiligendarstellungen. Eine davon zeigt den Hl. Pankratius, den Schutzpatron der Kirche. Pankratius ist ebenfalls am Taufstein abgebildet. Auf der Rückwand des Kirchenraums befindet sich eine 1,20 m hohe Pankratius-Figur aus Eichenholz. Sie zeigt den Heiligen in römischer Kriegstracht, der in der linken Hand einen Palmwedel und in der rechten Hand ein Kreuz hält. Die 1898 angeschaffte Figur stammt vom Bildhauer August Schmiemann (Münster).
Die Orgel mit 21 Registern, zwei Manualen und einem Pedal wurde 1955 von der Speith-Orgelbau gebaut.